# Adramyttium
Adramyttium (łac. Diœcesis Adramyttenus) – stolica historycznej diecezji w Cesarstwie Rzymskim w prowincji Asia I, współcześnie w Turcji.

## Historia
Wzmianki o diecezji pochodzą z V–XIII wieku.
W XIV wieku została wpisana na listę katolickich biskupstw tytularnych. Od 1966 nie jest obsadzona.

## Biskupi tytularni
| Lp. | Biskup                                  | Od                  | Do                   |
| --- | --------------------------------------- | ------------------- | -------------------- |
| 1   | Jean Heysterbach OP                     | 10 lutego 1436      | 1447                 |
| 2   | Wilhelm Mader Opraem.                   | 29 marca 1447       | 1450                 |
| 3   | Martin Dieminger                        | 13 listopada 1450   | 18 lipca 1460        |
| 4   | Jodok Seitz Opraem                      | 1460                | 23 stycznia 1471     |
| 5   | Jakob Goffredi                          | 13 maja 1471        | 1473                 |
| 6   | Ulrich Geislinger OFM                   | 23 marca 1474       | 16 lutego 1493       |
| 7   | Johann Welmecher OFM                    | 18 czerwca 1481     | 30 lipca 1505        |
| 8   | Johann Kerer                            | 5 maja 1493         | 24 marca 1507        |
| 9   | Heinrich Negelin (Nagele)               | 4 grudnia 1506      | październik 1520     |
| 10  | Michael Dornvogel                       | 13 sierpnia 1554    | 6 grudnia 1589       |
| 11  | Sebastian Breuning                      | 23 czerwca 1586     | 14 lutego 1618       |
| 12  | Peter Wall                              | 28 maja 1618        | 5 lipca 1630         |
| 13  | Sebastian Müller                        | 28 kwietnia 1631    | 20 października 1644 |
| 14  | Kaspar Zeiler                           | 30 stycznia 1645    | 4 lipca 1681         |
| 15  | John Leyburn                            | 24 sierpnia 1685    | 20 czerwca 1702      |
| 16  | Dionisio Resino (Rezino) y Ormachea OSB | 14 grudnia 1705     | 12 września 1711     |
| 17  | José Platas                             | 1 października 1732 | 2 lutego 1745        |
| 18  | Pedro Ponce y Carrasco                  | 28 listopada 1746   | 20 grudnia 1762      |
| 19  | Miguel Cilieza y Velasco                | 22 kwietnia 1765    | 27 kwietnia 1767     |
| 20  | Rafael Lasala y Locela OSA              | 14 grudnia 1767     | 15 marca 1773        |
| 21  | Szymon Michał Giedroyć                  | 20 sierpnia 1804    | 17 lipca 1838        |
| 22  | Michael von Deinlein                    | 27 czerwca 1853     | 19 lipca 1856        |
| 23  | Vinko Cima                              | 19 czerwca 1856     | 10 listopada 1867    |
| 24  | James Gibbons                           | 3 marca 1868        | 30 lipca 1872        |
| 25  | Louis-Taurin Cahagne OFMCap.            | 21 marca 1873       | 1 września 1899      |
| 26  | Clemente Coltelli OFM                   | 26 lutego 1900      | 28 stycznia 1901     |
| 27  | Gabriel Breynat OMI                     | 31 lipca 1901       | 11 grudnia 1939      |
| 28  | Joseph-Marie Trocellier OMI             | 26 stycznia 1940    | 27 listopada 1958    |
| 29  | Nicola Agnozzi OFMConv.                 | 2 kwietnia 1962     | 1 lutego 1966        |